# Gérard Stenger
Gérard Stenger est un athlète français, né le 7 mars 1932, adepte de la course d'ultrafond ayant réalisé de nombreuses épreuves du 50 km aux 6 jours ainsi que plus de 100 marathons.

## Biographie
Gérard Stenger a réalisé de nombreuses épreuves du 50 km aux 6 jours ainsi que plus de 100 marathons. Il est également cofondateur de l'International Association of Ultrarunners (IAU).

## Records personnels
Statistiques de Gérard Stenger d'après la Deutsche Ultramarathon-Vereinigung (DUV) :
- Marathon : 2 h 54 min 10 s au Marathon de la Forêt d'Halatte en 1984[2]
- 50 km route : 4 h 23 min 50 s aux 50 km de Hanau-Rodenbach en 1997
- 100 km route : 8 h 30 min 47 s aux 100 km de Hanau-Rodenbach en 1987
- 6 heures piste : 62,8 km aux 48 h pédestres de Montauban en 1984 (6 h split)
- 12 heures piste : 120,4 km aux 48 h pédestres de Montauban en 1984 (12 h split)
- 24 heures piste : 191,2 km aux 48 h pédestres de Montauban en 1984 (24 h split)
- 48 heures piste : 282,761 km aux 6 j de Nottingham en 1982  (48 h split)
- 6 jours piste : 706,303 km aux 6 j de Nottingham en 1982
- Spartathlon : 246 km en 30 h 32 min 54 s entre Athènes et Sparte en 1984[4]